# ديفيد إي. جونسون
ديفيد إي. جونسون (بالإنجليزية: David E. Johnson)‏ هو لغوي أمريكي، ولد في 21 ديسمبر 1946.